# Життя комах (фільм)
«Життя комах» (англ. A Bug's Life дослівно українською «Життя комахи») — повнометражний анімаційний фільм, створений з використанням комп'ютерної анімації. Був створений студією «Pixar Animation Studios» та опублікований компаніею «Buena Vista Distribution». Вихід на екран відбувся: у США — 25 листопада 1998 року, в Австралії — 3 грудня 1998 року, у Великій Британії — 5 лютого 1999 року, а в Росії — 12 травня 2001 року. «Життя комах» стало другим фільмом, що був створений за співробітництвом Disney та Pixar. У мультфільмі розповідають історію про протистояння колектива добропорядних комах банді сарани, де головну позитивну роль виконує мураха на ім'я Флік. В основу фільму покладено байку Езопа «Коник і мураха». Режисер — Джон Ласетер.

## Сюжет
Колонія мурах, що живе на невеликому острові, зазнає постійних нападів банди сарани, що вимагає в них їстівні припаси. Щоліта мурахи змушені збирати харчі не тільки для себе, але і для них. Одного разу, коли чергова партія харчів була вже зібрана і очікували прибуття банди, мураха на ім'я Флік, винахідник-фантазер, при проведенні випробувань механічної прибиральної машини, випадково зіштовхує зібрані харчі в струмок. Банда, яка щойно прибула, в особі свого ватажка Гопера, ставить мурахам умову за решту сезону компенсувати втрату. Але після конфлікту, в якому Флік намагався захистити молодшу доньку королеви — принцесу Дору, кількість харчів, яки мурахи мають зібрати, зростає вдвічі. Гопер каже мурахам, що банда повернеться, коли, за його словами, з дерева впаде останній листок.
Флік постає перед радою колонії, де засуджують його дії. Принцеса Ата відчуває невпевненість щодо подальшої долі цього мурахи. Флік заявляє, що він може спробувати знайти комах, які забезпечать захист від банди. Рада бачить у цій пропозиції шанс спекатись невдахи Фліка і охоче приймає його.
Прибувши в «місто» комах, Флік зустрічається з трупою дивних циркових комах, чий останній виступ закінчився катастрофою. Флікові здається, що вони ті, хто йому потрібен. Циркові артисти думають, що Флік хоче запросити їх на гастролі на свій острів. Разом вони прибувають у колонію, де їх вітають як героїв, які покладуть край загрозі.
Невдовзі Флік дізнається, ким насправді є ці комахи, а циркачі розуміють, навіщо їх запросили на острів. Комахи мають намір піти, а Ата, яка почула уривки розмови Фліка та циркачів, починає щось підозрювати. Однак після вдалого порятунку цими комахами Дори від голодного птаха вона змінює свою думку і починає думати, що вони, можливо, все-таки зможуть зупинити сарану.
Тим часом Гоперів брат Молт пропонує не забирати зібрані мурахами харчі, оскільки в сарани їх вже зберігається більш ніж достатньо. Гопер пояснює сарані, що якщо вони перестануть залякувати мурах, відбираючи у них харчі, мурахи розслабляться та скинуть з себе ярмо сарани. Очолювана своїм ватажком, банда вирушає на острів за здобиччю.

## Український дубляж
Фільм дубльовано та зміксовано студією «Le Doyen» на замовлення компанії «Disney Character Voices International» у 2009 році.
- Переклад: Надії Бойван
- Режисер дубляжу: Анна Пащенко
- Звукорежисер: Микита Будаш
- Координатор дубляжу: Ольга Боєва
- Ролі дублювали: В'ячеслав Ніколенко, Катерина Буцька, Олег Стальчук, Ольга Гарбузюк, Володимир Канівець, Сергій Солопай, Олександр Погребняк, Артем Мартинішин, Юлія Перенчук, Юрій Висоцький, Назар Задніпровський та інші.